# 西琳鸟

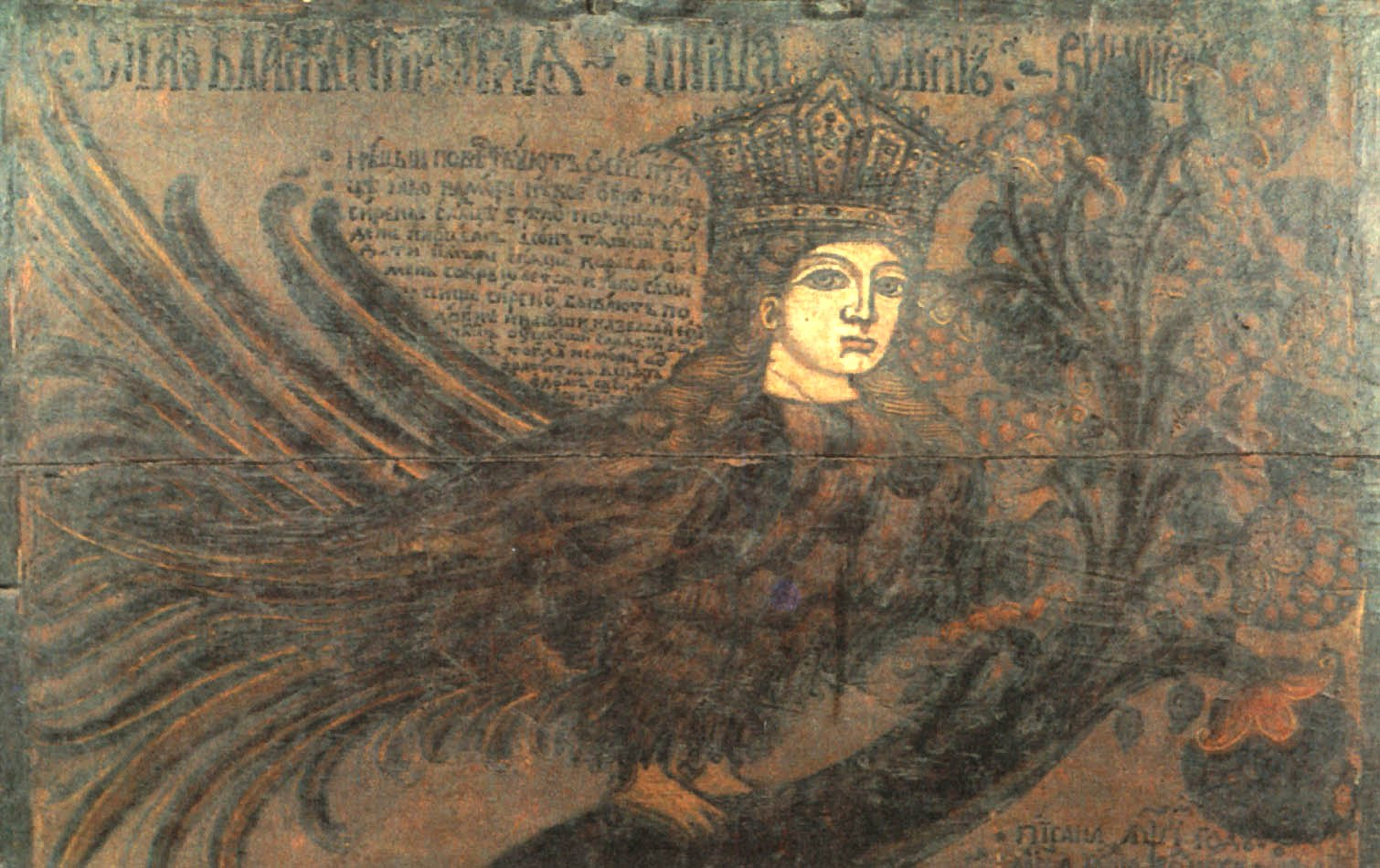
葡萄树上的西琳鸟，繪於1710年

西琳鸟是俄罗斯民间传说的神话生物，西琳鸟是俄罗斯传说的神话生物，形象为鸟（通常是猫头鹰）身美女头。根据神话传说，西琳鸟住在靠近伊甸园或幼发拉底河附近的“印度陆地上”。
西琳鸟的起源直接基于希腊神话以及后来有关塞壬的一些民间传说。它们通常被描绘成头戴花冠或带有灵光。西琳鸟为圣人唱优美的歌曲，预言未来的乐趣；但对于凡人來說十分危险，男人听到它的歌声将会忘记大地上的一切，跟随着它们，直至最后死去。为了挽救自己，人们常常通过鸣炮、撞钟等，制造响声来驱走它们。
到公元17〜18世纪，西琳鸟的形象逐惭发生了变化，开始象征世界和谐（因为它们住在天堂附近）。那个时代的人们相信，它象征着永恒的欢乐和无比的幸福，只有真正快乐的人才能听到西琳鸟的歌声，而且只有极少数人能看到它，因为它飞得那么快，人类的幸福很难赶上。
西琳鸟的传说可能是在公元8-9世纪由波斯商人引入到基辅罗斯，在克森尼索和基辅市，经常会在陶器、黄金吊坠，甚至第十、十二世纪福音书的边页上看到它们的画像。波莫爾人在创世纪的插图中往往将西琳鸟画成坐在天堂树上的鸟。

## 画廊

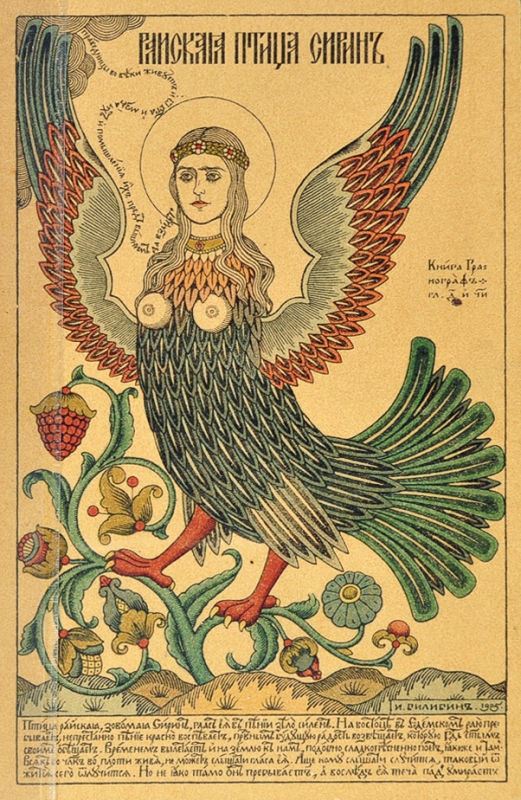
伊万·比利宾的西琳鸟
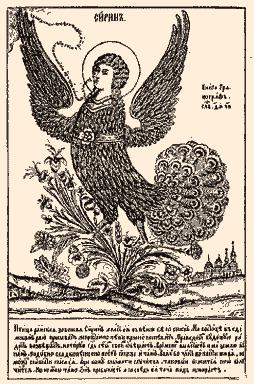
西琳鸟(明信片) (1908)
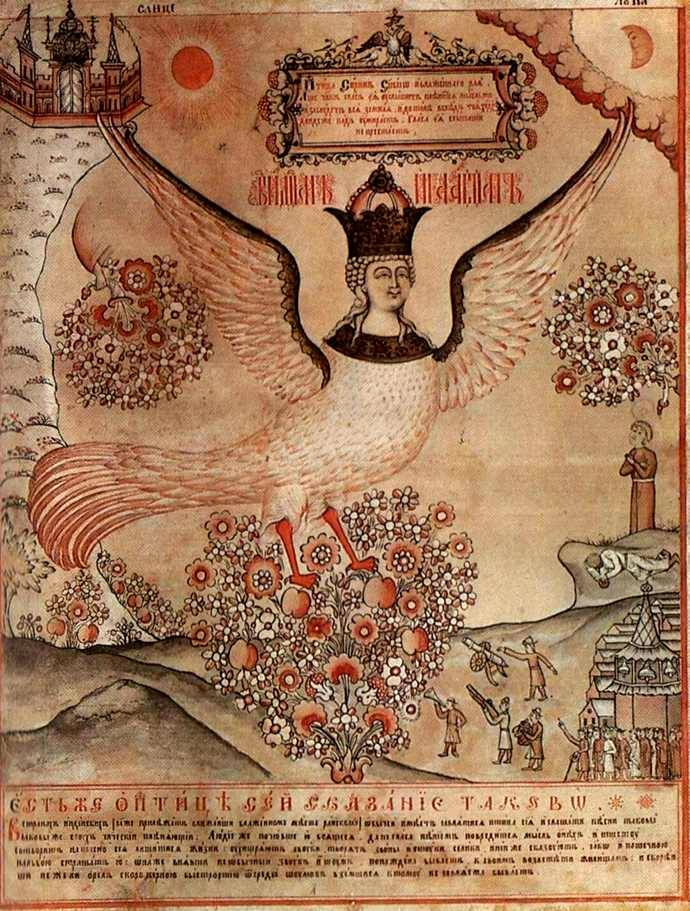
西琳鸟 俄罗斯鲁勃 19世纪
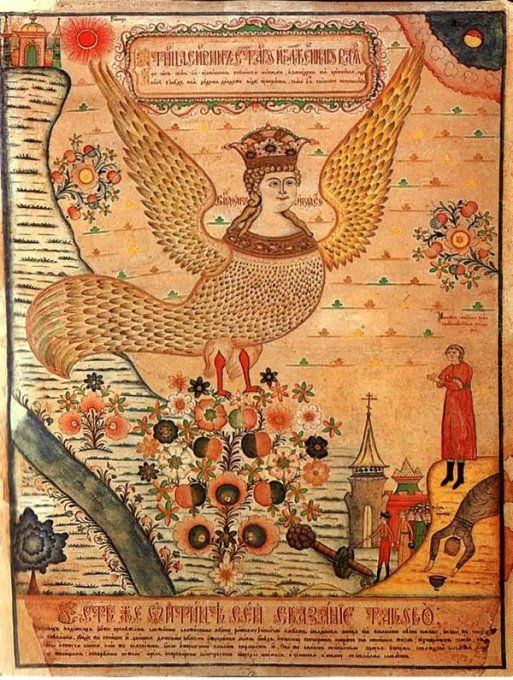
西琳鸟 俄罗斯鲁勃 19世纪
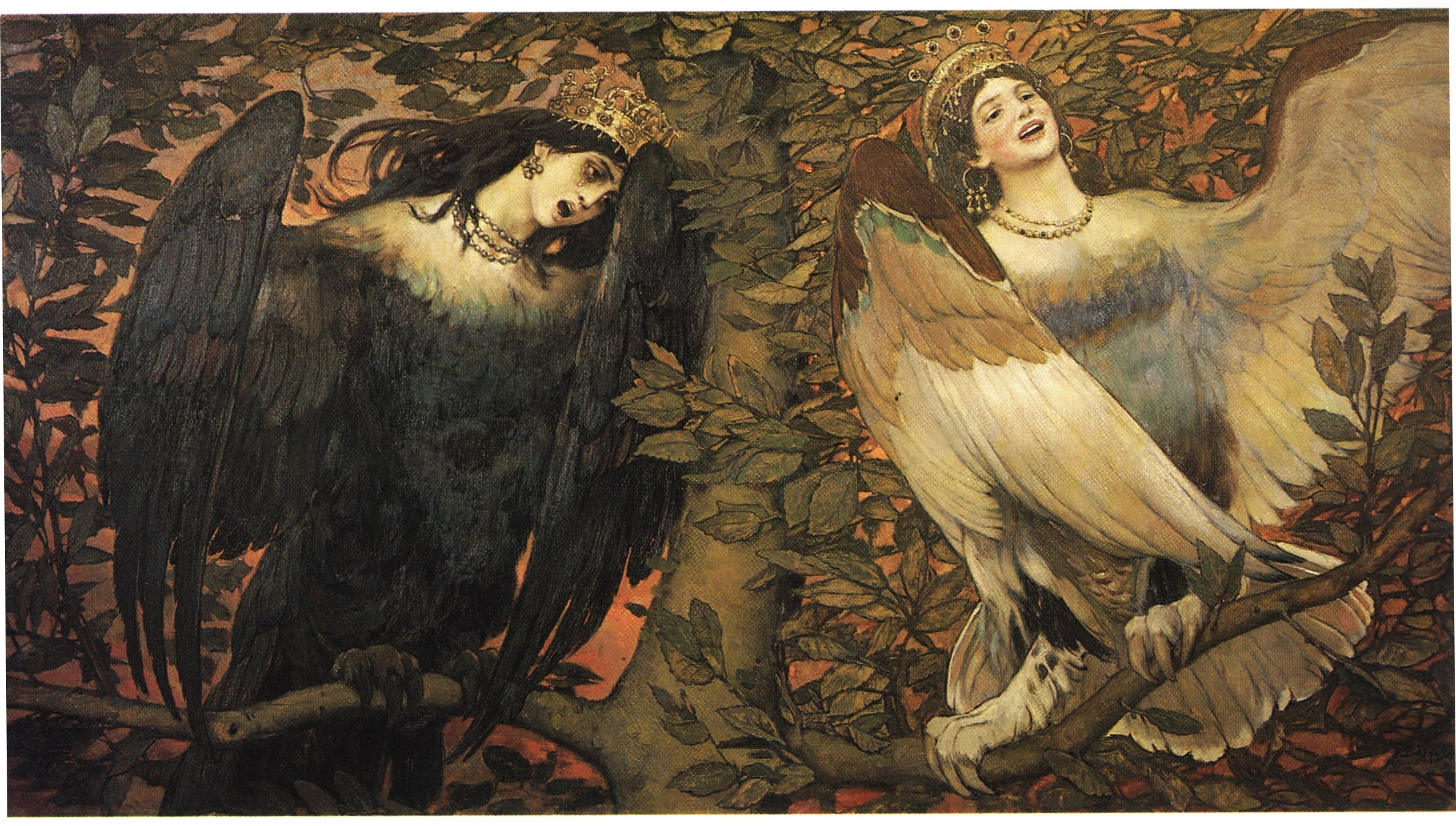
维克多·瓦西涅瑟夫.西琳(左)和阿尔科诺斯特“快乐和悲伤之鸟”(1896)

## 参阅
1. 1 2  . Bestiary.   [2009-04-16]. （原始内容存档于2019-11-21） （俄语）.
2. 1 2  . New Acropol.   [2009-04-16]. （原始内容存档于2016-03-30） （俄语）.
3. 1 2  Boguslawski, Alexander. . 1999  [2009-04-16]. （原始内容存档于2009-08-02）.
4. ↑  .   [2009-04-16]. （原始内容存档于2009-11-01） （俄语）.
5. 1 2  Hilton, Alison. . Indiana University Press. 1995: 144  [2014-02-03]. ISBN 0-253-32753-9. （原始内容存档于2014-02-27）.
6. ↑  .   [2009-04-16]. （原始内容存档于2019-11-24） （俄语）.